# David Teniers (festő, 1610–1690)
Ifjabb David Teniers (Antwerpen, 1610. december 15.— Brüsszel, 1690. április 25.) flamand festő, az életképfestészet jelentős mestere.

## Életpályája
Atyja idősebb David Teniers vallási, figurális és tájképek festője, kora ifjúságától az ő műhelyében tanult, de hamarosan Ifj. Jan Brueghel stílusának hatása alá került, bibliai és képzeletbeli jeleneteit erdők és barlangok mélyébe helyezte. Nagyon fontos volt képein már ekkor is a tájkép, de ezen korai időszakában még inkább csak keretnek alkalmazta, képein a főhangsúly az emberi alakok cselekvésein volt.
Később Adriaen Brouwer életképei és tájképei hatottak rá, ettől kezdve egyre nagyobb szerepet kapott képein a természeti és az épített környezet. Nagyon szívesen ábrázolta a flamand parasztok mindennapi életét, munkában, kocsmában, családi ünnepeken. Lehet, hogy elmaradt a nagy életképfestő elődöktől, de sajátos eredetiségével, sima festői technikájával és ragyogó színeivel mindezt feledtetni tudta. Egy ideig a tájképek lettek hangsúlyosak kompozícióin, az emberi jelenetek mintegy aláfestésként szolgáltak.
Pályájának érett korszakában témái egyre változatosabbak lettek, ábrázolt katonajeleneteket, iparosműhelyeket, alkimista latoratóriumokat, tréfás majom- és macskacsoportokat, valamint mitológiai és vallási tárgyak is kikerültek ecsetje alól. A korábban használt összefoglaló barna tónus eltűnt képeiről, színei egyre világosabbá váltak, meleg aranyos tónust alkalmazott, de széteső tarkaság vagy egy-egy szín egyeduralma is jelentkezett művein. Munkásságának ismertsége és elismertsége is sokat emelkedett, 1651-től Habsburg Lipót Vilmos főherceg udvari festője és képtárigazgatója lett, végül még nemesi rangot is kapott.
Igen termékeny alkotó volt, több mint 700 festményét őrzik Európában és az Amerikai Egyesült Államokban, sőt Ázsiában is vannak képei, például a tokiói múzeumban. A budapesti Szépművészeti Múzeum is őriz tőle három képet: A borbély-orvos műhelye, Trikktrakk-játék és Fosztogató katonák címűeket.

## Galéria

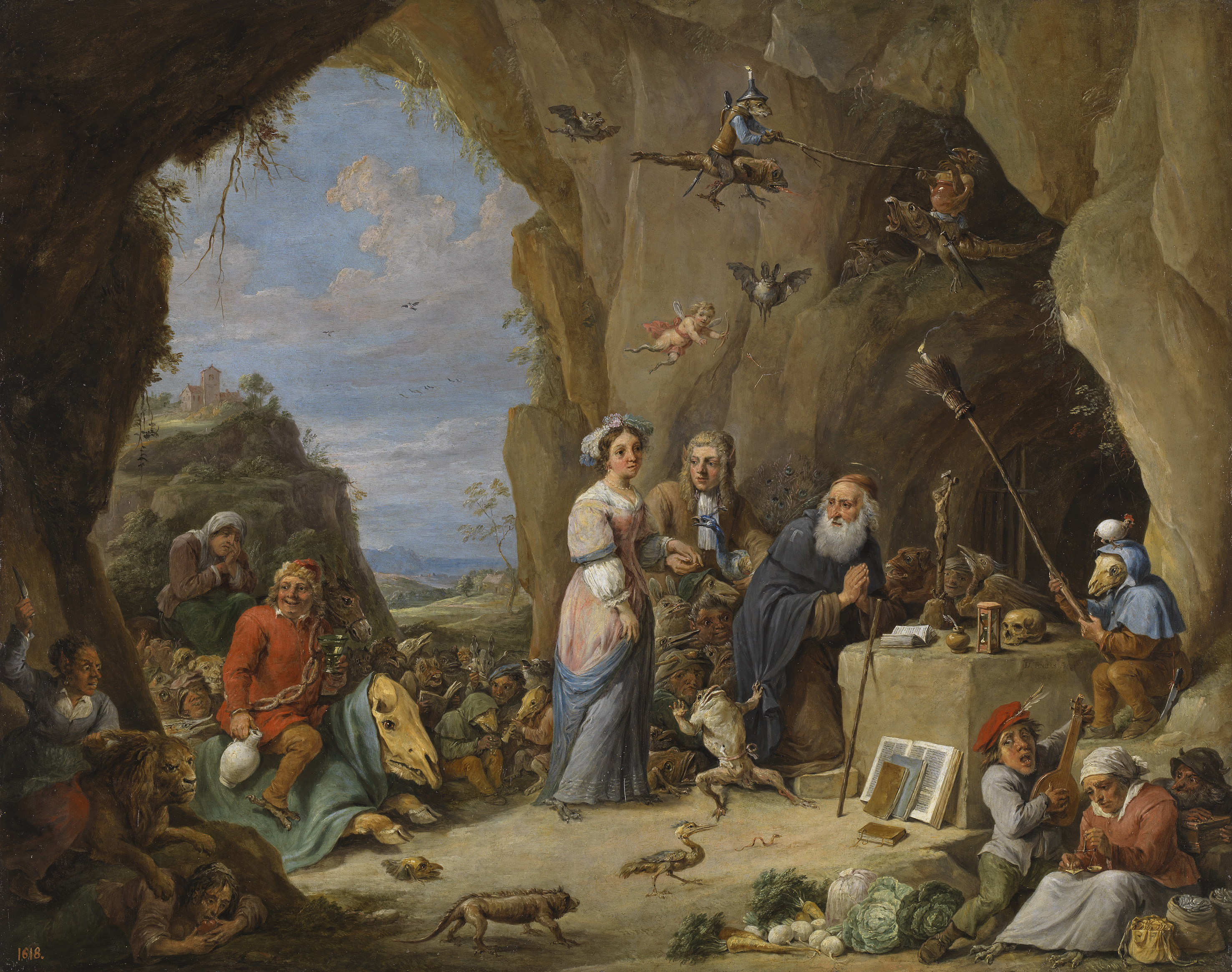
Szent Antal megkísértése (Prado, Madrid)
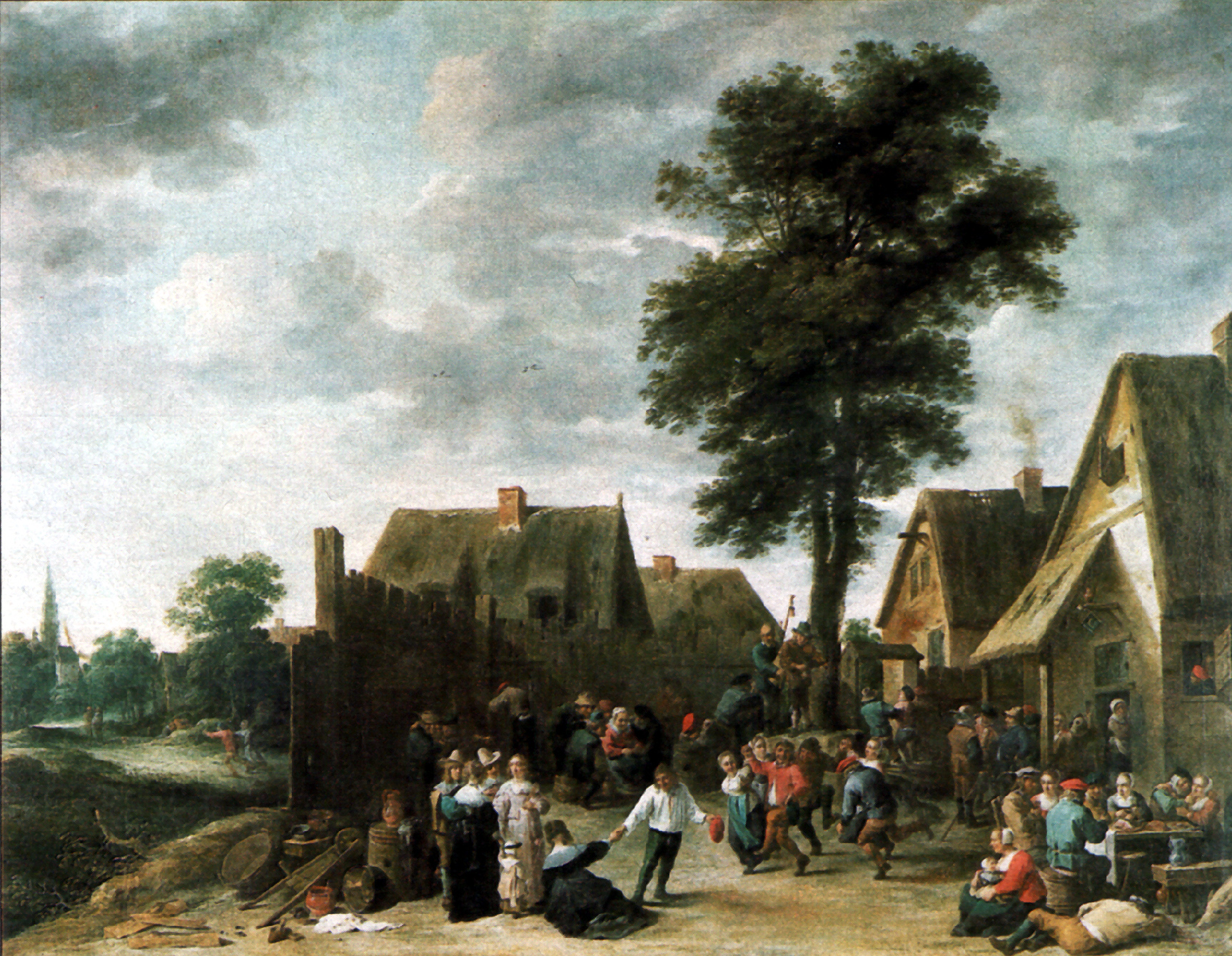
Búcsú a félhold vendéglőnél (1641, Gemäldegalerie Alte Meister, Drezda)
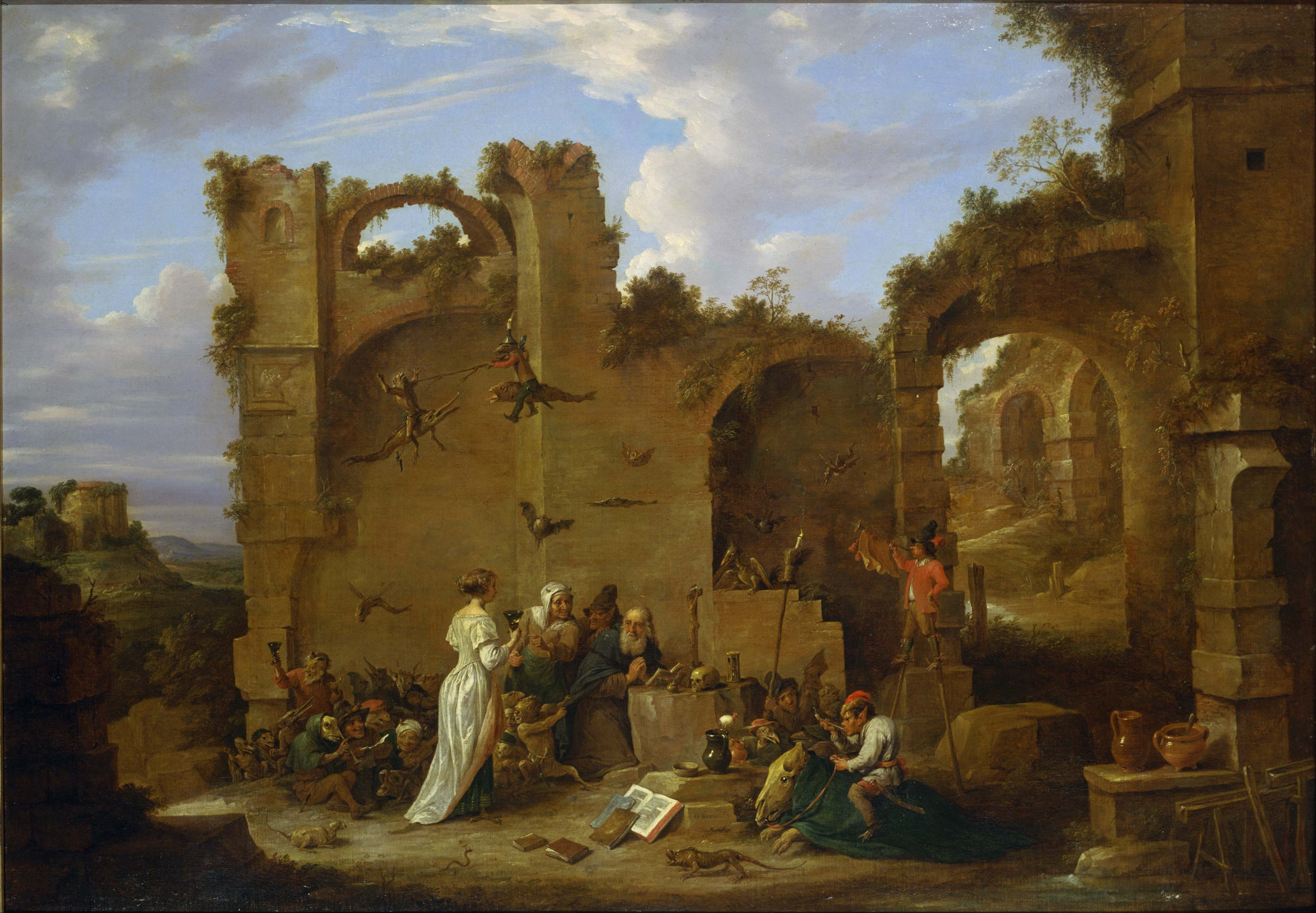
Szent Antal megkísértése (A Nyugati Művészet Nemzeti Múzeuma, Tokió)
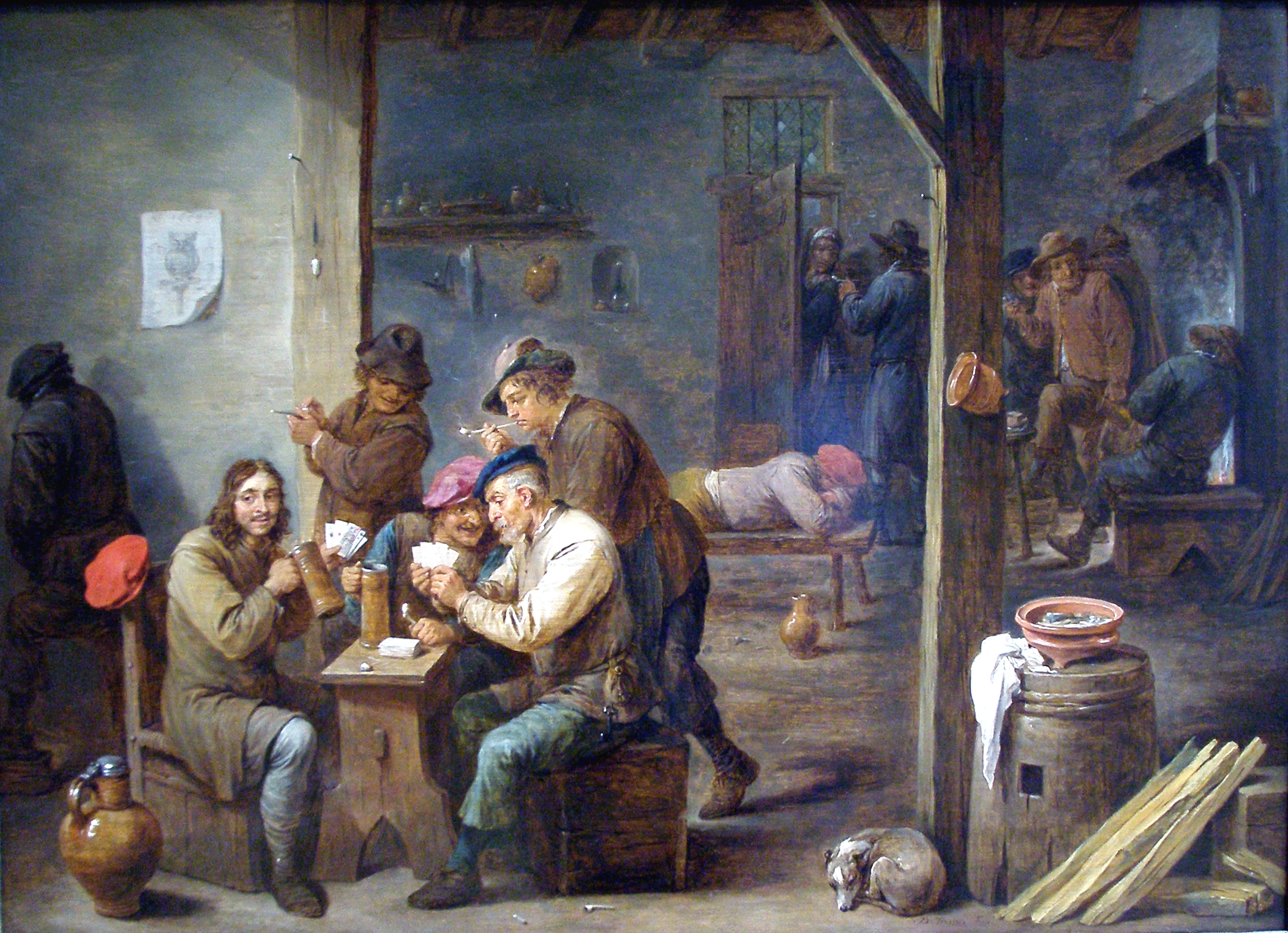
Kocsmai színhely (1658, National Gallery of Art, Washington D.C.
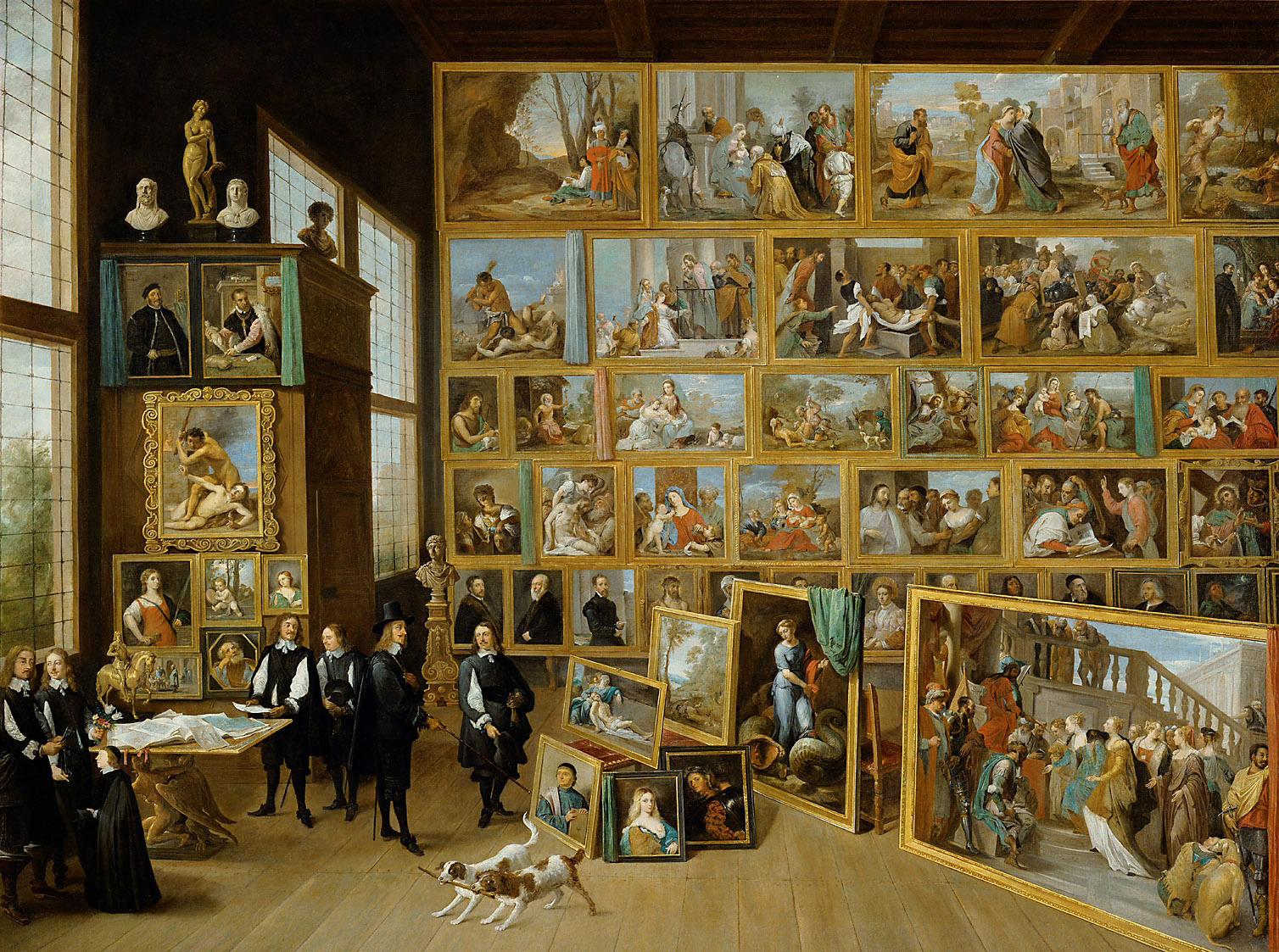
Lipót főherceg műgyűjteménye 1651-ben, gyarapította és festette ifj. David Teniers